# Thilandhunmathi
Thilandhunmathi est un atoll des Maldives. Ses habitants se répartissent sur 24 des 51 îles qui le composent.